# Subdivisões de São Vicente e Granadinas

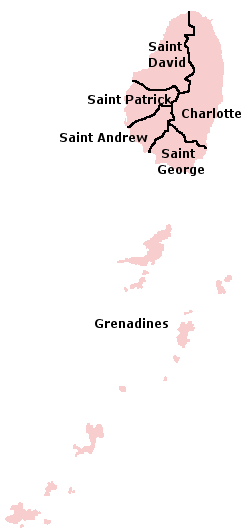
Mapa politico da ilha de São Vicente

São Vicente e Granadinas se divide politicamente em seis paróquias (ou freguesias), as respectivas capitais estão entre parênteses:
- Charlotte (Georgetown)
- Saint Andrew (Layou)
- Saint David (Chateaubelair)
- Saint George (Kingstown)
- Saint Patrick (Barrouallie)
- Grenadines (Port Elizabeth)

Todas as paróquias são administradas a partir da cidade de Kingstown, capital do país.
Todas as paróquias, exceto Grenadines estão localizadas na ilha de San Vicente.